# Політехніка Тімішоара (1921)
Футбольний клуб «Політехніка Тімішоа́ра», поширена назва «Тімішоара» (рум. CS Fotbal Club Timişoara) — колишній румунський футбольний клуб з міста Тімішоара. Заснований 4 грудня 1921, існував до 1997 року, потім поновився 2002 року, 3 вересня 2012 року був розформований.

## Історія

### Ранні роки
Клуб було засновано в 1921 році Політехнічним Університетом Тімішоари під назвою «Societatea Sportiva Politehnica». До початку Другої світової війни Полі пережила дві інші команди міста, «Ріпенсію» та «Чінезул», які декілька разів вигравали румунський чемпіонат.
Вперше до Дивізії А клуб потрапив у 1948 році і свій перший сезон провів під назвою КСУ Тімішоара.
В наступних сезонах (з 1950 року) виступав під назвою «Штильниця» (Тімішоара). Команда вперше понизилася в класі в 1951 році, але вже через рік підвищився в класі й виступав у вищому дивізіоні румунського чемпіонату до сезону 1958/59 років. А вже через рік команда знову повернулася до еліти румунського футболу. Наступного разу «Полі» залишала вищий дивізіон в сезоні 1963/64 років, і знову лише на один рік.
Протягом періоду виступів під назвою «Штильниця», клуб з Тімішоари виграв свій перший трофей, у фіналі Кубку Румунії 1957-58 років переміг з рахунком 1:0 «Прогресул» (Бухарест).
Починаючи з сезону 1966/67 років клуб почав використовувати назву «Політехніка» (Тімішоара), але того ж сезону команда опустилася до другого дивізіону. «Політехніці» не вдавалося повернутися до вищого дивізіону аж до сезону 1973 року.
У єврокубках «Політехніка» дебютувала в сезоні 1978/79 років, після того як фінішувала на третьому місці в румунському чемпіонаті в сезоні 1977/78 років. У першому раунді турніру команда здолала МТК Будапешт (2:0 та 1:2), але вже в другому раунді поступилася «Гонведу» (2:0 та 0:4).
Другим трофеєм «Політехніки» знову став Кубок Румунії, який команда завоювала в сезоні 1979/80 років. У фіналі команді з Тімішоари протистяв «Стяуа» (Бухарест), цей поєдинок завершився в екстра-таймі перемогою «Політехніки» з рахунком 2:1.
«Політехніка» також виступала в Кубку володарів кубків УЄФА, де спочатку перемогла «Селтік» (1:0 та 1:2) та «Вест Гем Юнайтед» (1:0 та 0:4) в 1/4 фіналу. Їх наступна поява в цьому турнірі припала на сезон 1981/82 років, оскільки «Політехніка» поступилася в фіналі Кубку Румунії Університаті (Крайова) (0:6), а «Університатя» стала переможцем національного чемпіонату. «Політехніка» поступилася в першому раунді «Лейпцигу» (2:0 та 0:5).
Політехніка Тімішоара виступала в Дивізії А протягом 10 років, аж до 1983 року. Наступний період припав на почергові виступи в Дивізії А та Дивізії B, з підвищеннями в класі в 1984,, 1987, 1989 та пониженням у 1986 та 1988 році.
Після Революції 1989 року, «Політехніка» виступала в Кубку УЄФА 1990—1991, перемігши «Атлетіко» (Мадрид) (2:0 та 0:1), але поступився лісабонському «Спортінгу» (2:0 та 0:7). У Кубку УЄФА 1992—1993 «Політехніка» розписала нічию з мадридським «Реалом» (1:1 у Тімішоарі), але поступилася в матчі-відповіді, 0:4.
У 1994 році команда вилетіла до Дивізії B, а за підсумками сезону 1995 року повернулася до еліти румунського футболу. Після вильоту в сезоні 1996/97 років, команда не повернулася до вищого дивізіону. Натомість, «Політехніка» знову понизилася в класі, за підсумками сезону 2001/02 років — до Ліги 3.

### Повернення та виступи клубу в 2002—2011 роках
Клуб відроджено в 2002 році, коли Антон Добош (рум. Anton Doboş), власник клубу АЕК Бухарест переїхав з командою з Бухареста до Тімішоари, після того як АЕК вийшов до Ліги I. Починаючи з сезону 2002/2003, коли команда вийшла у вищий дивізіон чемпіонату Румунії, середня відвідуваність матчів найвища серед всіх румунських клубів. Проте вже в сезоні 2002/03 років команда поинилася на межі вильоту до нижчого дивізіону. «Полі» змогли зберегти своє місце в Лізі I після перемоги в плей-оф над «Глорією» (Бузеу).
У сезоні 2004/05 років команда змінила назву на ФКУ «Політехніка» (Тімішоара). У 2008 році, в зв'язку з рішенням Спортивного арбітражного суду, команда змінила свою назву на ФК «Тімішоара». Кольори клубу та його досягнення до 2002 року були втрачені для «Полі» на користь колишнього президента «Політехніки» (Тімішоара), Клаудіо Замбона (рум. Claudio Zambon)..
За підсумками сезону 2007/08 років у Лізі I «Політехніка» кваліфікувалася для участі в Кубку УЄФА. вперше за останні 16 років команда з Тімішоари кваліфікувалася для участі в єврокубках. Команда поступилася в першому раунді турніру з загальним рахунком 1:3 белградському «Партизану». 
У сезоні 2008/09 «Тімішоара» зайняла друге місце у чемпіонаті Румунії, що дало змогу команді взяти участь у третьому кваліфікаційному раунді Ліги Чемпіонів УЄФА, де румуни пройшли донецький «Шахтар» (2-2 на виїзді, 0-0 вдома). Але в плей-оф раунді команда поступилася «Штутгарту» (0-2 вдома, 0-0 на виїзді). У сезоні 2009/10 років «Тімішоара» потрапила до групи A новоствореної Ліги Європи УЄФА, де опинилася у групі з амстердамським Аяксом, брюссельським Андерлехтом та загребським Динамо й фінішувала на останньому місці.
Завдяки 5-му місці, яке команда з Тімішоари посіла в сезоні 2009 року, клуб стартував у третьому кваліфікаційному раунді кубку УЄФА проти фінського МюПя, перемігши з рахунком 5:4 у другому поєдинку, при цьому «Політехніка» по ход матчу поступалася з рахунком 0:3, але зуміла здійснити фантастичний кам-бек. Проте в раунді плей-оф вони зіткнулися з «Манчестер Сіті» й поступилися в обох матчах, 0:1 та 0:2 відповідно.
У листопаді 2010 року Румунський апеляційний суд повернув ФК «Тімішоарі» назву «Політехніка», кольори форми та досягнення клубу. Через правила, які забороняють змінювати назви команд протягом сезону, команда продовжувала виступати як ФК «Тімішоара» до завершення сезону 2010/11 років.

### Пониження до Ліги II за рішенням РФФ та розформування
Незважаючи на те, що в сезоні 2010/11 років «Полі» стала срібним призером Ліги I, команда не змогла виконати усі вимоги для отримання ліцензії для участі в першому дивізіоні, тому змушена була виступати в Лізі II. У сезоні 2011/12 років команда виступала під назвою «Політехніка» (Тімішоара) й змогла здобути путівку до вищого дивізіону національного чемпіонату, але як і минулого разу, не змогла пройти процедури ліцензування й вересні 2012 року клуб був розформований. АКС «Рекаш» переїхав до Тімішоари й був перейменований в «Полі Тімішоара», але місцеві вболівальники вирішили підтримувати новостворену аматорську команду СС «Політехніка» (Тімішоара), вважаючи, що створення клубу «Полі Тімішоара» це звичайнісіньке шахрайство та політичний хід.

## Досягнення
- Ліга I
  -  Срібний призер (2): 2008/09, 2010/11

- Ліга II
  -  Чемпіон (10): 1947/48, 1952, 1959/60, 1964/65, 1972/73, 1983/84, 1986/87, 1988/89, 1994/95, 2011/12
  -  Срібний призер (2): 1943/44, 1970/71

- Кубок Румунії
  -  Володар (2): 1957/58, 1979/80
  -  Фіналіст (3): 1973/74, 1980/81, 1982/83, 1991/92, 2006/07, 2008/09

## Вболівальники та принципові протистояння
Коріння руху ультрас «Полі» була створена в 1995 році коли група Urban Guerilla чи Gruppo Autonomo Viola з'явуилася в Південній частині міста. Найпринциповішим суперником «Полі» є «УТА» (Арад). Матч між ними, "Derby-ul Vestului" ("Західне Дербі"), - це головне румунське футбольне протистояння останніх 65 років, оскільки «Полі» й УТА є двома найуспішнішими футбольними клубами західної Румунії. 
Іншими принциповими суперниками клубу з Тімошоари були «Динамо» (Бухарест), ЧФР та «Стяуа», а на місцевому рівні — «Університатя» (Крайова).
Протягом багатьох років уболівальники «Політехніки» підтримують дружні стосунки з фанами бухарестського «Рапіду» та групою Нордкурве, які підтримують мюнхенгладбазьку «Боруссією».

## Виступи в єврокубках
| Competition                                                       | С | Іг | В | Н | П  | ЗМ | ПМ | РМ  |
| ----------------------------------------------------------------- | - | -- | - | - | -- | -- | -- | --- |
| Ліга чемпіонів УЄФА / Європейський кубок                          | 1 | 4  | 0 | 3 | 1  | 2  | 4  | −2  |
| Кубок володарів кубків УЄФА / Європейський Кубок володарів кубків | 2 | 6  | 3 | 0 | 3  | 5  | 11 | −6  |
| Ліга Європи УЄФА / Кубок УЄФА                                     | 6 | 22 | 6 | 4 | 12 | 20 | 38 | −18 |
| Усього                                                            | 9 | 32 | 9 | 7 | 16 | 27 | 53 | −26 |

## Відомі гравці

### Найбільша кількість зіграних матчів
| # | Ім'я              | Кар'єра   | Матчі | Голи |
| - | ----------------- | --------- | ----- | ---- |
| 1 | Дан Пантілішану   | 1970–1985 | 271   | 24   |
| 2 | Сорін Влайчу      | 1987–2001 | 244   | 25   |
| 3 | Емеріх Дембровскі | 1966–1981 | 208   | 51   |
| 4 | Валентин Вальчя   | 1990–2006 | 180   | 12   |
| 5 | Йосиф Ротару      | 1980–2000 | 173   | 33   |
| 6 | Дан Алекса        | 2001–2011 | 138   | 5    |
| 7 | Мірча Опря        | 2000–2007 | 132   | 28   |
| 8 | Георге Букур      | 2005–2010 | 124   | 52   |
| 9 | Крістіан Флореску | 1999-2000 | 16    | 5    |